# Hydroptila simplex
Hydroptila simplex är en nattsländeart som beskrevs av Nielsen in Berg 1948. Hydroptila simplex ingår i släktet Hydroptila och familjen smånattsländor. Inga underarter finns listade i Catalogue of Life.